# Hampenhausen
Hampenhausen ist ein Ortsteil von Brakel und liegt im Kreis Höxter, NRW. Der Ort ist mit 46 Einwohnern eines der kleinsten Dörfer in Ostwestfalen. Frohnhausen, Auenhausen und Hampenhausen werden landläufig nach dem Höhenzug, auf dem sie liegen, Heggegemeinden oder Heggedörfer genannt.

## Geschichte
Erstmals erwähnt wurde Hampenhausen 850 in den Annalen des Klosters Corvey. Seitdem gehörte der Ort bis zu den Napoleonischen Kriegen zum Rentamt Dringenberg im Hochstift Paderborn. Hampenhausen war wirtschaftlich stets abhängig vom Benediktinerinnenkloster Gehrden. Bis zur Zugehörigkeit zum Königreich Westphalen im Jahre 1807 bestand die Verpflichtung, den Zehnten abzuliefern. Im Königreich Westphalen gehörte der Ort von 1807 bis 1813 zum Kanton Gehrden im Departement der Fulda. 1816 kam Hampenhausen zum neuen Kreis Warburg in der preußischen Provinz Westfalen, in dem die Gemeinde zum Amt Dringenberg-Gehrden gehörte. 
Am 26. Juli 1940 wurde in Hampenhausen ein polnischer Zivilarbeiter unter Anleitung des Bielefelder Gestapochefs Rudolf Schröder öffentlich erhängt.
Am 1. Januar 1975 wurde Hampenhausen durch das Sauerland/Paderborn-Gesetz in die Stadt Brakel im Kreis Höxter eingemeindet.
Der Ort gehört heute zum Brakeler Stadtbezirk „Auenhausen-Frohnhausen-Hampenhausen“.